# Oxyhammus rubripes
Oxyhammus rubripes là một loài bọ cánh cứng trong họ Cerambycidae.